# Primer vuelo argentino al polo sur
El primer vuelo argentino al polo sur fue llevado a cabo por dos aviones C-47 de la Aviación Naval entre diciembre de 1961 y enero de 1962.
A fines de 1961 la Armada Argentina se propuso la realización de un vuelo al polo sur. El objetivo era reconocer la zona occidental del mar de Weddell, a fin de encontrar un nuevo camino para llegar a la base Belgrano. Para este cometido, la Aviación Naval eligió dos aviones C-47, matrículas CTA-12 y CTA-15, pertenecientes a la 2.ª Escuadrilla Aeronaval de Transporte. El comandante de la misión fue el capitán de fragata Hermes Quijada.
El 5 de diciembre los aviones arribaron a Río Gallegos y esperaron la mejora del tiempo para cruzar el pasaje de Drake. La oportunidad se dio el 18 y ambos aeroplanos despegaron, con el apoyo de un DC-4 que los acompañó hasta la península Antártica. El primer punto de reposta fue la base Matienzo, donde las tripulaciones celebraron Nochebuena y Navidad. Renudando la operación, el 26 arribaron a la estación científica Ellsworth. Allí, los aviadores instalaron sistemas JATO en los C-47 para levantar vuelo nuevamente, con rumbo a la base estadounidense Amundsen-Scott, en el polo sur, donde arribaron después de cerca de ocho horas de vuelo. Era el 6 de enero de 1962.
Los aviadores argentinos izaron la Bandera Nacional y posteriormente partieron a Buenos Aires.